# Clifton (Oregon, Hood River megye)
Clifton az Amerikai Egyesült Államok északnyugati részén, Oregon állam Hood River megyéjében, Hood River várostól nyugatra elhelyezkedő kísértetváros.
Nevét az Interstate 84 szikláktól számított hirtelen süllyedéséről kapta.

## Fordítás
- Ez a szócikk részben vagy egészben  a   Clifton, Hood River County, Oregon című angol Wikipédia-szócikk ezen változatának fordításán alapul.  Az eredeti cikk szerkesztőit annak laptörténete sorolja fel. Ez a jelzés csupán a megfogalmazás eredetét és a szerzői jogokat jelzi, nem szolgál a cikkben szereplő információk forrásmegjelöléseként.